# Károly Balzsay
Károly Balzsay (ur. 23 lipca 1979 w Kecskemécie) – węgierski bokser, były zawodowy mistrz świata organizacji WBO i WBA w kategorii super średniej (do 168 funtów).

## Kariera amatorska
Jest srebrnym medalistą Mistrzostw Europy z 2002, które odbyły się w Permie. Dwukrotnie wystąpił na igrzyskach olimpijskich. W 2000 a igrzyskach w Sydney przegrał już w swojej pierwszej walce, natomiast cztery lata później na igrzyskach w Atenach zakończył swój udział w turnieju po dwóch pojedynkach. Był siedmiokrotnym mistrzem Węgier.

## Kariera zawodowa
Pierwszy zawodowy pojedynek stoczył we wrześniu 2004. Do końca 2008 odbył dziewiętnaście zwycięskich walk. 10 stycznia 2009 pokonał na punkty mistrza świata federacji WBO Denisa Inkina i odebrał mu pas mistrzowski. 25 kwietnia tego samego roku doszło do pierwszej obrony tytułu, w której Węgier pokonał przez techniczny nokaut w jedenastej rundzie byłego mistrza świata WBA w kategorii średniej, Maselino Masoe.
Tytuł stracił 22 sierpnia 2009, przegrywając przez techniczny nokaut w jedenastej rundzie z Robertem Stieglitzem. Balzsay dominował przez osiem pierwszych rund, jednak w dziewiątej doznał mocnego rozcięcia skóry i od tego momentu przewagę zyskał jego rywal. Po dziesiątej rundzie Węgier był tak wycieńczony, że jego trener Fritz Stunek nie pozwolił mu wyjść do walki w kolejnej rundzie i poddał go. 4 grudnia 2009 Węgier doznał drugiej porażki w karierze, przegrywając niejednogłośnie na punkty z Eduardem Gutknechtem.